# Зеніт (Пенза)
«Зені́т» (рос. Футбольный клуб «Зенит» Пенза) — російський футбольний клуб з міста Пенза. Заснований 14 червня 1918 року. На даний час бере участь у Першості Росії серед аматорських футбольних клубів (зона «Приволжжя»).

## Хронологія назв
- 1918—1927 КЛС (Клуб любителів спорту)
- 1927 «Робочий клуб»
- 1927—1930 Завод № 50
- 1930—1936 ЗІФ
- 1936—1945 «Зеніт»
- 1946 «Трактор»
- 1948—1960 «Спартак»
- 1960—1963 «Зоря»
- 1964—1965 «Труд»
- 1966 — «Ведозаводець»
- 1967—1971 «Хіммашівець»
- 1972—1973 «Сура»
- 1973—1978 «Граніт»
- 1980—1990 «Грані»
- з 1991 «Зеніт»

## Історія
Футбольну команду ГЛС (Гурток любителів спорту) засновано в Пензі 1918 року. Саме ця дата вважається датою заснування клубу. В радянський період історії неодноразово змінював назву. Свого першого успіху він досяг у 1936 році. Тоді команда стала чемпіоном свого міста, цього ж успіху клуб домігся в 1937, 1939 і 1945 роках. Також він виграв спартакіаду трьох заводів (Куйбишева, Пензи, Ульяновська) та посів друге місце між клубними командами Куйбишевського краю, в 1937 році. «Зеніт» двічі ставав віцечемпіоном міста — в 1938 й 1940 роках.
У першостях СРСР і Росії грав у різних лігах. Вищі досягнення в радянський період: у першій лізі — 8-ме місце в 1961 році (клас «Б», 3-тя зона РРФСР), у другій лізі — 6-те місце в 1969 році (клас «Б», 3-ття зона РРФСР). Найвище досягнення в російський період — 5-те місце в другому дивізіоні (Першість ПФЛ) у сезоні 2014/15 років (зона «Центр»). Також команда двічі перемагала в 5-й зоні Третьої ліги ПФЛ (1994, 1997) і двічі вигравала Першість КФК (ЛФЛ) у зоні «Поволжжя»/«Приволжжя» (2001, 2009).

## Досягнення
- Третя ліга ПФЛ, 5-а зона
  -  Чемпіон (2): 1994, 1997

- Першість КФК (ЛФЛ), зона «Поволжжя» / «Приволжжя»
  -  Чемпіон (2): 2001, 2009

- Кубок МФС «Приволжжя»
  -  Фіналіст (1): 2009[1]

- Чемпіонат Куйбишевського краю
  -  Чемпіон (1): 1937

- Спартакіада трьох заводів
  -  Чемпіон (1): 1936 (Куйбишев — Пенза — Ульяновськ)

- Чемпіонат Пензи
  -  Чемпіон (4): 1936, 1937, 1939, 1945
  -  Срібний призер (2): 1938, 1940

## Рекорди клубу
- Найбільші перемоги:
  - «Супутник» Кімри (чемпіонат Росії, 2 ліга, Зона 4, 1992) — 9:1;
  - «Діана» Волзьк (чемпіонат Росії, 2-й дивізіон, зона «Поволжжя», 2002) — 8:1.

- Найбільші поразки:
  - «Динамо» Казань (Чемпіонат СРСР (друга група), перша зона РРФСР, 1948) — 0:7, 1:10;
  - «Шинник» Ярославль (чемпіонат СРСР, РРФСР, Клас «Б», 2 зона, 1960) — 0:8;
  - «Динамо» Ленінград (чемпіонат СРСР, РРФСР, Клас «Б», 2 зона, 1960) — 0:8;
  - «Лада-Тольятті-ВАЗ» Тольятті (першість Росії, 2-й дивізіон, зона «Поволжжя», 1999) — 1:8;
  - «Торпедо» (Москва) (першість ПФЛ Росії, зона «Центр», 2017) — 0:9.

## Статистика виступів

### У чемпіонатах СРСР
| Сезон | Ліга                                       | Місце | Примітки |
| ----- | ------------------------------------------ | ----- | -------- |
| 1946  | Третя група СРСР, Нижньоволзька зона РРФСР | 7     |          |
| 1948  | Друга група СРСР, 1 зона РРФСР             | 14    |          |
| 1949  | Друга група СРСР, 3 зона РСФСР             | 12    |          |
| 1960  | Клас «Б» СРСР, РРФСР, зона 2               | 15    |          |
| 1961  | Клас «Б» СРСР, РРФСР, зона 3               | 8     |          |
| 1962  | Клас «Б» СРСР, РРФСР, зона 2               | 9     |          |
| 1963  | Клас «Б» СРСР, РРФСР, зона 2               | 15    |          |
| 1964  | Клас «Б» СРСР, РРФСР, зона 3               | 13    |          |
| 1965  | Клас «Б» СРСР, РРФСР, зона 3               | 20    |          |
| 1966  | Клас «Б» СРСР, РРФСР, зона 2               | 17    |          |
| 1967  | Клас «Б» СРСР, РРФСР, зона 3               | 14    |          |
| 1968  | Клас «Б» СРСР, РРФСР, зона 2               | 7     |          |
| 1969  | Клас «Б» СРСР, РРФСР, зона 3               | 6     |          |
| 1970  | Клас «Б» СРСР, РРФСР, зона 3               | 7     |          |
| 1971  | Друга ліга СРСР, зона 4                    | 10    |          |
| 1972  | Друга ліга СРСР, зона 5                    | 10    |          |
| 1973  | Друга ліга СРСР, зона 5                    | Снята |          |
| 1990  | Друга нижча ліга СРСР, зона 6              | 13    |          |
| 1991  | Друга нижча ліга СРСР, зона 7              | 17    |          |

### У кубку СРСР
| Сезон   | Раунд  | Примітки                  |
| ------- | ------ | ------------------------- |
| 1949    | 1/256  | Кубок СРСР, РРФСР, зона 3 |
| 1961    | 1/128  | Кубок СРСР, РРФСР, зона 3 |
| 1962    | 1/128  | Кубок СРСР, РРФСР, зона 2 |
| 1963    | 1/512  | Кубок СРСР, РРФСР, зона 2 |
| 1964    | 1/512  | Кубок СРСР, РРФСР, зона 3 |
| 1965/66 | 1/2048 | Кубок СРСР, РРФСР, зона 3 |
| 1966/67 | 1/2048 | Кубок СРСР, РРФСР, зона 2 |
| 1967/68 | 1/2048 | Кубок СРСР, РРФСР, зона 3 |

### У чемпіонатах Росії
| Сезон     | Ліга                             | Місце | Примітки                                  |
| --------- | -------------------------------- | ----- | ----------------------------------------- |
| 1992      | Друга ліга, зона 4               | 13    |                                           |
| 1993      | Друга ліга, зона 3               | 8     | Виліт у Третю лігу                        |
| 1994      | Третя ліга Росії, зона 5         | 7     |                                           |
| 1995      | Третя ліга Росії, зона 5         | 1     | Вихід у Другий дивізіон                   |
| 1996      | Друга ліга, зона «Центр»         | 20    | Виліт у Третю лігу                        |
| 1997      | Третя ліга Росії, зона 5         | 1     | Вихід у Другий дивізіон                   |
| 1998      | Друга ліга, зона «Поволжжя»      | 9     |                                           |
| 1999      | Друга ліга, зона «Поволжжя»      | 17    | Виключення з ПФЛ                          |
| 2000      | Першість КФК, Поволжжя           | 8     |                                           |
| 2001      | Першість КФК, Поволжжя           | 1     |                                           |
| 2001      | Першість КФК, Фінал, Група Б     | 4     | Вихід у Другий дивізіон                   |
| 2002      | Другий дивізіон, зона «Поволжжя» | 9     |                                           |
| 2003      | Другий дивізіон, зона «Центр»    | 11    |                                           |
| 2004      | Другий дивізіон, зона «Центр»    | 12    |                                           |
| 2005      | Другий дивізіон, зона «Центр»    | 16    |                                           |
| 2006      | Другий дивізіон, зона «Центр»    | 17    |                                           |
| 2007      | Другий дивізіон, зона «Центр»    | 9     |                                           |
| 2008      | Другий дивізіон, зона «Центр»    | 10    | Виключення з ПФЛ Проблеми з фінансуванням |
| 2009      | Першість ЛФЛ, Приволжжя          | 1     |                                           |
| 2009      | Першість ЛФЛ, Фінал, Група А     | 1     |                                           |
| 2009      | Першість ЛФЛ, Фінал 1-8          | 4     | Вихід у Другий дивізіон                   |
| 2010      | Другий дивізіон, зона «Центр»    | 8     |                                           |
| 2011/2012 | Другий дивізіон, зона «Центр»    | 14    |                                           |
| 2012/2013 | Другий дивізіон, зона «Центр»    | 6     |                                           |
| 2013/14   | Другий дивізіон, зона «Центр»    | 10    |                                           |
| 2014/15   | Другий дивізіон, зона «Центр»    | 5     |                                           |
| 2015/16   | Другий дивізіон, зона «Центр»    | 7     |                                           |
| 2016/17   | Другий дивізіон, зона «Центр»    | 11    |                                           |
| 2017/18   | Другий дивізіон, зона «Центр»    | 14    | Знявся після 17 турів ( перейшов у ЛФЛ)   |
| 2018      | КФК, зона «Приволжжя»            | 7     |                                           |
| 2019      | III дивізіон, зона «Приволжжя»   | 4     |                                           |

### У кубках Росії
| Сезон   | Раунд |
| ------- | ----- |
| 1992/93 | 1/512 |
| 1993/94 | 1/128 |
| 1994/95 | 1/32  |
| 1995/96 | 1/128 |
| 1996/97 | 1/64  |
| 1997/98 | 1/64  |
| 1998/99 | 1/32  |
| 1999/00 | 1/128 |
| 2002/03 | 1/128 |
| 2003/04 | 1/256 |
| 2004/05 | 1/128 |
| 2005/06 | 1/256 |
| 2006/07 | 1/256 |
| 2007/08 | 1/32  |
| 2008/09 | 1/256 |
| 2010/11 | 1/64  |
| 2011/12 | 1/64  |
| 2012/13 | 1/128 |
| 2013/14 | 1/128 |
| 2014/15 | 1/128 |
| 2015/16 | 1/256 |
| 2016/17 | 1/256 |
| 2017/18 | 1/256 |
| 2018/19 | —     |